# Farhan Akhtar
Farhan Akhtar (Mumbai, 9 gennaio 1974) è un regista, attore, produttore cinematografico e sceneggiatore indiano.
Appartiene ad una delle famiglie di cineasti più importanti di Bollywood: è figlio degli sceneggiatori Javed Akhtar e Honey Irani; la sua matrigna è l'attrice Shabana Azmi; è cugino di Farah Khan.

## Filmografia

### Regista
- Dil Chahta Hai (2001)
- Lakshya (2004)
- Don - The Chase Begins Again (2006)
- Positive (2007)
- Don 2 (2011)

### Attore

#### Cinema
- Rock On!! (2008)
- Luck by Chance (2009)
- Kartik Calling Kartik (2010)
- Zindagi Na Milegi Dobara (2011)
- Bhaag Milkha Bhaag (2013)
- Shaadi Ke Side Effects (2014)
- Amore in alto mare (Dil Dhadakne Do), regia di Zoya Akhtar (2005)
- Rock On 2!! (2016)
- Wazir (2016)
- Lucknow Central (2017)
- The Fakir of Venice, regia di Anand Surapur (TBA)

#### Televisione
- Ms. Marvel - serie tv (2022)

### Produttore
- Don - The Chase Begins Again (2006)
- Honeymoon Travels Pvt. Ltd. (2006)
- Rock On!! (2008)
- Luck by Chance (2009)
- Kartik Calling Kartik (2010)
- Talaash (2012)
- Fukrey (2013)
- Bangistan (2015)
- Baar Baar Dekho (2016)
- Raees (2017)
- Fukrey Returns (2017)

### Sceneggiatore
- Dil Chahta Hai (2001)
- Don - The Chase Begins Again (2006)
- Luck by Chance (2008)